# Mosu
Mosu is een dorp in het district Central in Botswana. De plaats telt 1792 inwoners (2011).